# Romanzo di formazione
Il romanzo di formazione (in tedesco Bildungsroman) è un genere letterario narrativo riguardante l'evoluzione del protagonista verso la maturazione e l'età adulta tramite prove, errori, viaggi ed esperienze, nonché la sua origine storica. In passato lo scopo del romanzo di formazione era quello di promuovere l'integrazione sociale del protagonista, mentre oggi è quello di raccontarne emozioni, sentimenti, progetti, azioni, svelate nella loro genesi interiore.
Si tratta di un genere peculiare perché verte su una formazione che spesso non riguarda solo il protagonista ma coinvolge anche il lettore.

## Etimologia e caratteristiche
Il testo, in questo senso, non è contenuto appartenente ad un canone, non è dato una volta per tutte, ma appare e riappare in ogni istante, come per magia, diverso.
Ecco dunque il Bildungsroman, il "romanzo di formazione", che guarda all'apparire della persona, alla sua origine: descrive così, dal di dentro, osservate nel loro nascere, attraverso le emozioni, le passioni, i dolori e le continue scoperte, l'evolversi del protagonista verso la maturità e l'età adulta. […] Non c'è formazione senza trasformazione, senza auto-formazione»
(Francesco Varanini, La formazione come arte letteraria: ovvero la Morfosfera, Milano, Franco Angeli, 2012)
Il Bildungsroman può rientrare in diverse categorie: romanzo psicologico-intimistico, romanzo di ambiente e costume, romanzo didattico-pedagogico. Può usare diverse formule tra le quali quella del romanzo storico, del romanzo autobiografico e del romanzo epistolare.
Il genere attiene alle età della vita che precedono il disciplinamento adulto: l'infanzia, l'adolescenza, la gioventù. Entrate in letteratura fra la seconda metà del Settecento e l’inizio dell’Ottocento, grazie alla scrittura autobiografica ispirata al modello di Rousseau e al Bildungsroman, «queste stagioni esistenziali acquistano un’importanza notevole fra la seconda metà dell’Ottocento e l’inizio del Novecento. In modi diversi, Tolstoj, George Eliot, Dostoevskij (e Nievo in Italia) danno profondità narrativa alle età informi della vita, alle epoche della scoperta e dell’esperienza».
Tra la fine dell'Ottocento e l'età del modernismo, l'infanzia e l'adolescenza animeranno un'altra stagione del Bildungsroman europeo, nella quale vi è chi annovera lo stesso Kafka; per converso, alcuni spunti letterari del decadentismo si realizzeranno «nel fallimento di qualsiasi ipotesi di ‘maturazione’, intesa come progresso di un percorso efficacemente formativo, cioè capace di portare le qualità intellettuali, morali, spirituali del soggetto ad un livello superiore».

## Storia
Sebbene la critica letteraria ritrovi ascendenti pertinenti fin nella Telemachia (nell'Odissea di Omero), strettamente parlando il romanzo di formazione è un genere tipico della narrativa tedesca (Bildungsroman). Il più noto documento è Gli anni di apprendistato di Wilhelm Meister del 1796 di Johann Wolfgang Goethe, in cui il protagonista, un giovane borghese, viene iniziato alla vita e all'arte attraverso un viaggio che è sia materiale che spirituale attraverso l'Europa. Nel 1801 Novalis (pseudonimo di Georg Friedrich Philipp Freiherr von Hardenberg) pubblica Enrico di Ofterdingen ove, in polemica con Goethe, esalta la ricerca del "fiore azzurro" simbolo della poesia pura. Alquanto significativa è, al proposito, la duplice versione (1855 e 1880) di Enrico il verde, di Gottfried Keller, che nella prima edizione conclude con l'esaltazione dell'individualismo, nella seconda con l'impegno sociale.
Il romanzo di formazione fiorisce pure in Francia, dopo l'antefatto settecentesco rappresentato dall'opera di Jean-Jacques Rousseau. Stendhal (pseudonimo di Henri Beyle) nel 1830 inaugura il romanzo realistico con Il rosso e il nero, storia di un arrivista che alla fine delle sue esperienze si rende conto che il suo vero io si era espresso nell'amore disinteressato; Gustave Flaubert nel 1869 con L'educazione sentimentale racconta il fallimento di una grande ambizione che sperava di potersi realizzare nella capitale parigina.
In Inghilterra, agli albori di quella che sarà la grande stagione del romanzo inglese, nel Settecento autori come Henry Fielding con Tom Jones e Samuel Richardson con Pamela (sebbene quest'ultimo paradigmaticamente molto diverso nella struttura da altri romanzi di formazione più propriamente detti) narrano il cammino di un giovane, dalla crisi iniziale, attraverso svariate peripezie, all'immancabile lieto fine. Si arriverà poi a Charles Dickens con David Copperfield, romanzo autobiografico del 1850, in cui descrive dolori paure e innamoramenti dell'infanzia che si concludono con un felice inserimento sociale, con l'amore e la sconfitta dell'infingardaggine e dell'immoralità. Charlotte Brontë nel 1847, con il drammatico Jane Eyre, scandalizza per la descrizione della passione amorosa della protagonista. George Eliot (pseudonimo di Mary Ann Evans) nel 1872 pubblica a puntate Middlemarch: studi di vita in provincia, interessante saggio di psicologia e descrizione d'ambiente.
In Italia è possibile citare Ippolito Nievo per Le confessioni d'un italiano, pubblicato postumo nel 1867, in cui l'autore rivive la propria infanzia alla luce della raggiunta maturità che allude alla raggiunta unità nazionale.
Più recentemente nel 1906 lo scrittore austriaco Robert Musil nell'autobiografico I turbamenti del giovane Törless, in una vita di collegio con esperienze abiette, racconta il passaggio dalla fanciullezza alla virilità e la scoperta delle contraddizioni della società borghese. Lo scrittore irlandese James Joyce nel 1917 nel Ritratto dell'artista da giovane, più conosciuto in Italia col titolo di Dedalus, esprime le emozioni dell'infanzia, i turbamenti della pubertà, le insoddisfazioni della giovinezza, ed infine, come Dedalo, la fuga da Dublino che lo imprigiona per approdare "esule" nel continente. Nel 1947 nel Doctor Faustus di Thomas Mann, si ritrovano simboleggiate le farneticazioni naziste nelle vicende del protagonista che impazzisce dopo aver composto un pezzo di musica dodecafonica che spazza via le leggi musicali.

## Varianti narrative
Tra le varianti del genere vi è l'Entwicklungsroman ("novella dello sviluppo"), l'Erziehungsroman ("novella della fase educativa") ed il Künstlerroman ("novella della formazione artistica").
Il termine è anche usato per descrivere i coming-of-age films (cinema di genere adolescenziale) ed i modelli narrativi sviluppati con altre forme di comunicazione visiva.
Nel 2001, Janet Tashjian, con il romanzo The Gospel According to Larry, inaugura l'era del romanzo di formazione ambientato nell'epoca digitale: «in questo romanzo, pur non trattando di una piattaforma social ma di un "blog", si può evidenziare come l’utilizzo dei social media da parte degli adolescenti rappresenti uno strumento attraverso cui esprimere i propri pensieri o opinioni e nello stesso tempo rappresenti un momento di riflessione sui propri ideali e valori (…) Il romanzo, di cui è protagonista un adolescente ed è destinato ad un pubblico di lettori adolescenti, evidenzia la difficoltà del processo di costruzione dell’identità collocandosi nel genere dei romanzi di formazione».